# Kveikur
Kveikur – siódmy album studyjny islandzkiego zespołu post-rockowego Sigur Rós wydany w czerwcu 2013 roku.
22 marca 2013 roku zostało również wydane EP o tytule Brennisteinn.

## Okładka
Okładka albumu przedstawia fotografię brazylijskiej artystki, Lygii Clark. Na okładce EP Brennisteinn również znajduje się zdjęcie tej artystki.

## Lista utworów[1]
1. "Brennisteinn" (Siarka) – 7:45
2. "Hrafntinna" (Obsydian) – 6:24
3. "Ísjaki" (Góra lodowa) – 5:04
4. "Yfirborð" (Powierzchnia) – 4:20
5. "Stormur" (Burza) – 4:56
6. "Kveikur" (Knot) – 5:56
7. "Rafstraumur" (Prąd elektryczny) – 4:59
8. "Bláþráður" (Cienka nić) – 5:13
9. "Var" (Schronisko) – 3:45

### Lista utworów EPBrennisteinn[2]
1. "Brennisteinn" (Siarka) – 7:56
2. "Hryggjarsúla" (Kręgosłup) – 5:04
3. "Ofbirta" (Jasność) – 4:12